# Viali di Circonvallazione
Die Anlage der Viali di Circonvallazione (etwa Umgehungsalleen) war ein städtebauliches Projekt im Florenz des 19. Jahrhunderts. Es entstand eine Reihe von Alleen und Plätzen, die die historische Innenstadt nördlich des Arno umschließen. Die Arbeiten waren Teil einer großflächigen Stadtsanierung, genannt Risanamento (Heilung) unter der Führung des Architekten und Stadtplaners Giuseppe Poggi. 

## Geschichte

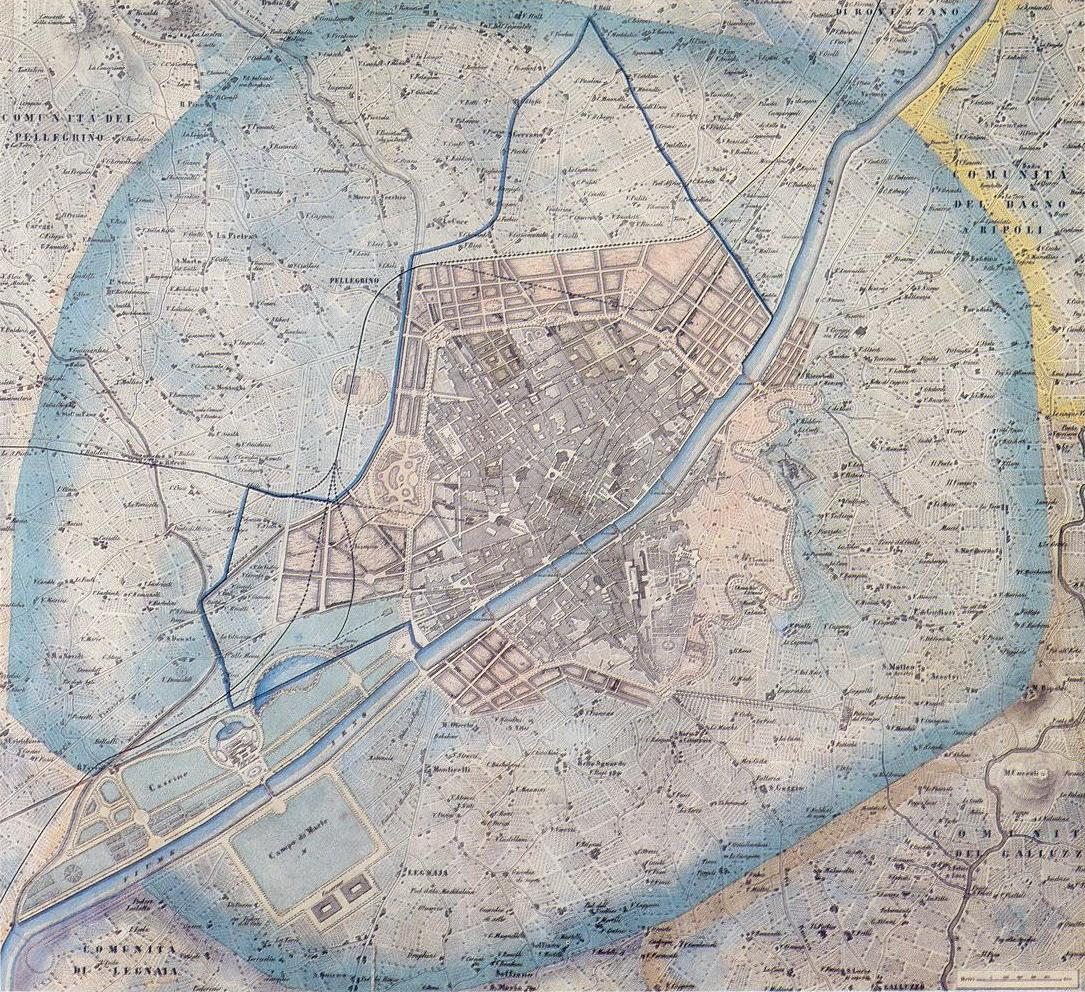
Poggis Planungen (1865)

Im Jahre 1864 löste Florenz Turin als Hauptstadt des im Zuge des Risorgimento neu entstandenen Königreichs Italien ab. Dies bedurfte einer Umgestaltung und Modernisierung der Innenstadt, was auch die Schleifung der mittelalterlichen Stadtmauern bedeutete. An ihrer Stelle wurde, wie zu dieser Zeit auch in vielen anderen europäischen Großstädten, eine begrünte Ringstraße mit repräsentativen Plätzen nach Vorbild der Wiener Ringstraße oder der Pariser Grands Boulevards angelegt.  
Jedoch stand hier nicht allein der repräsentative Aspekt im Vordergrund. Auch der zunehmende Verkehr und das Wachstum der Stadt erforderte eine Neustrukturierung des Straßennetzes. Die Lage der Stadt zwischen zwei Höhenzügen im Norden und im Süden erschwerte die bisherige Erschließung zusätzlich. Die Viali di Circonvallazione bedeuteten eine Ost-West-Verbindung unter Ausschluss der historischen Innenstadt mit ihren engen Straßen und stellen durch ihren Verlauf die innerstädtische Hauptverkehrsader dar. Ab 1879 verkehrte auch die Straßenbahnlinie 19 entlang der Viali di Circonvallazione. Das historische Netz wurde 1958 stillgelegt. 

## Verlauf

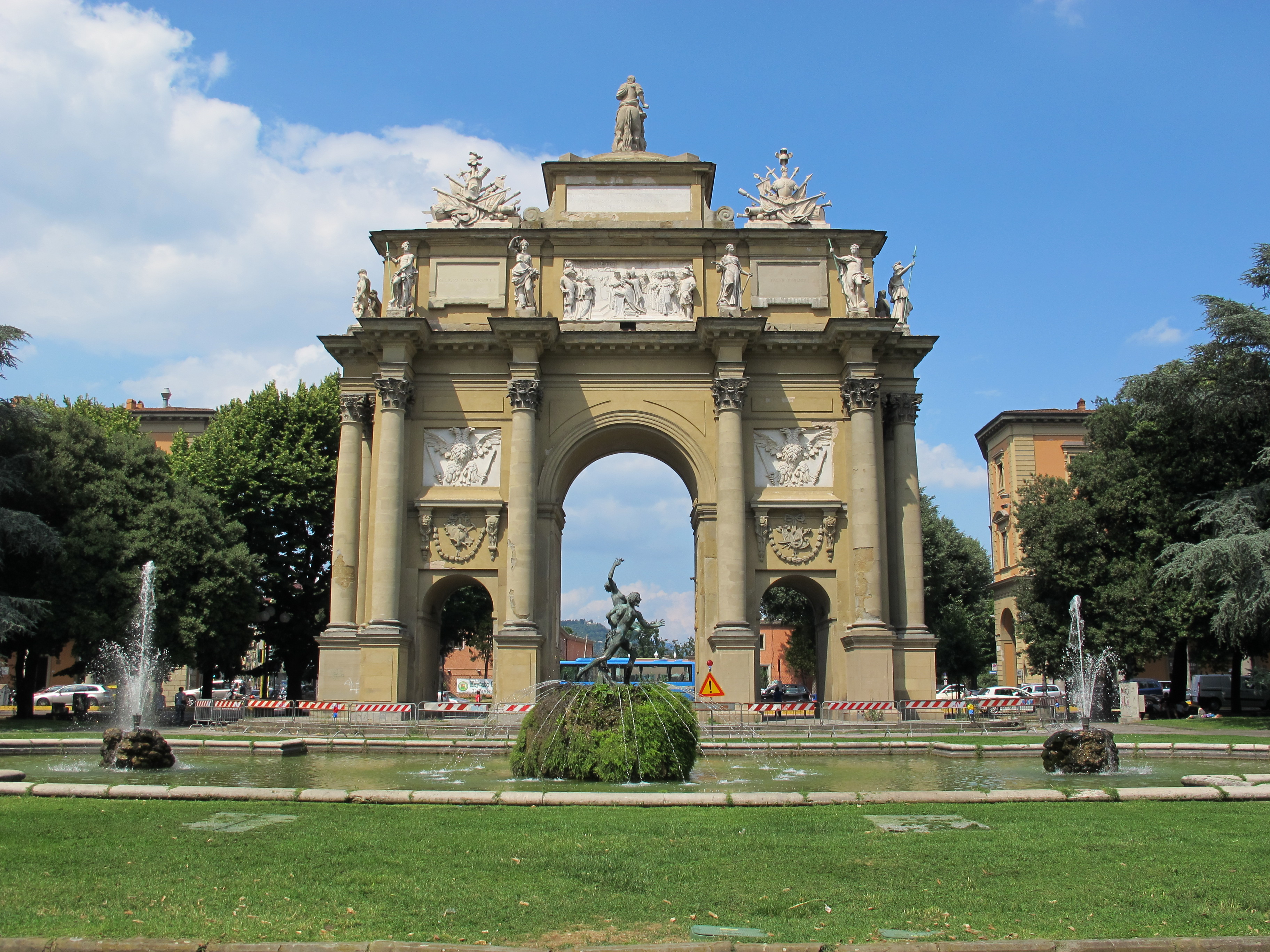
Die Piazza della Libertà mit dem Arco di Triunfo

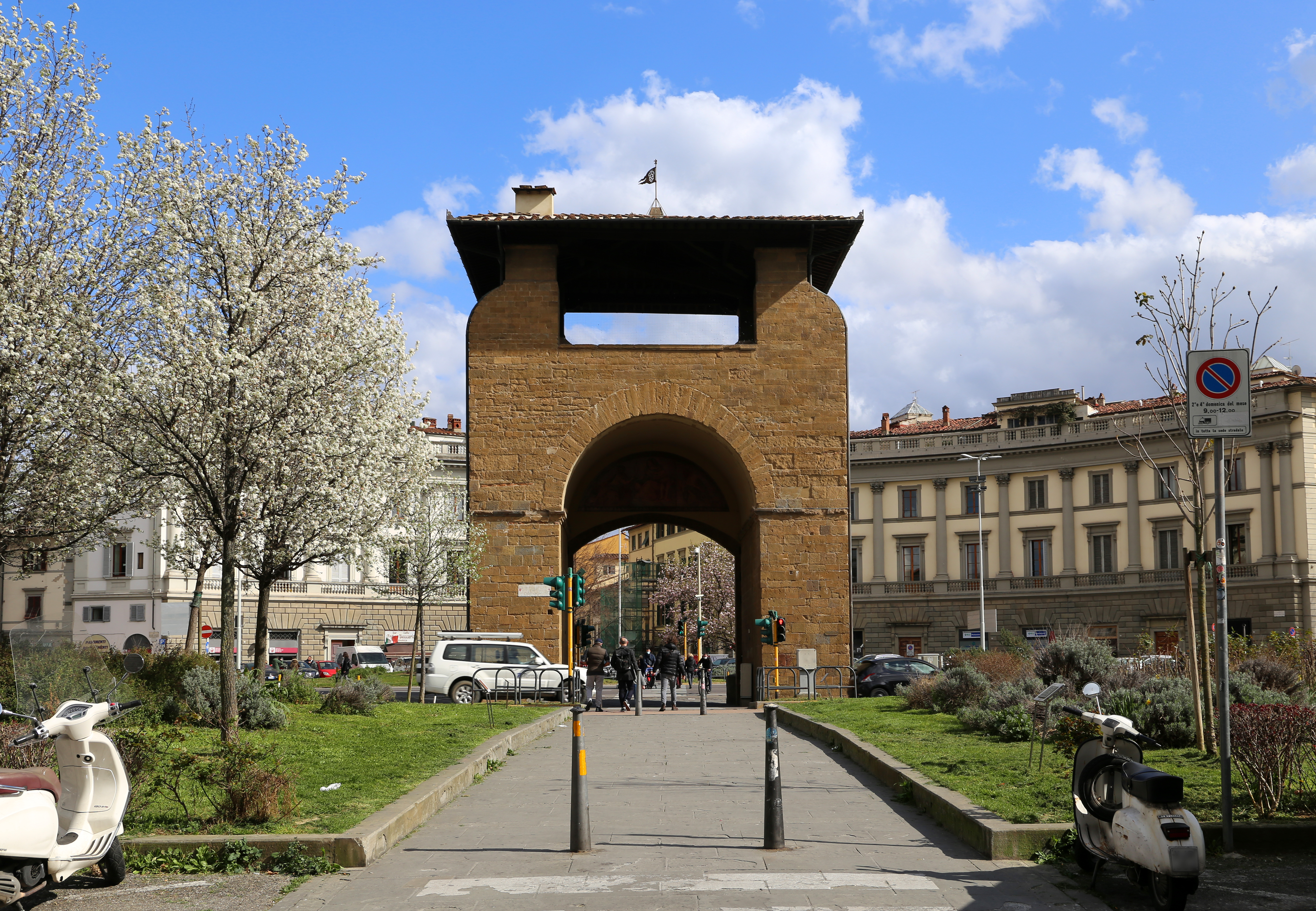
Die Piazza Cesare Becaria mit der Porta alle Croce

Beginnend im Westen an der Ponte alle Vittoria setzt sich die Viali di Circonvallazione wie folgt zusammen:
- Piazza Vittorio Veneto mit einem zentralen Reiterstandbild von König Viktor Emanuel II. Zugunsten der neuen Straßenbahnlinie 1 verläuft die Straße seit 2003 durch eine Unterführung.[1] Eine Tiefgarage ist seit längerem geplant.[2]
- Piazzale di Porta al Prato
- Viale Fratelli Rosselli mit der Torre della Serpe (Schlangenturm). Sie unterquert die Gleise zur Stazione Leopolda.
- Viale Filippo Strozzi führt auf Höhe der Fortezza da Basso ebenfalls durch eine Unterführung
- Viale Spartaco Lavagnini
- Piazza della Libertà mit dem Arco di Trionfo dei Lorena und der Porta San Gallo. Von hier zweigen die Via del Ponte Rosso und die Via Don Giovanni Minzoni nach Norden ab.
- Viale Giacomo Matteotti
- Piazzale Donatello mit dem Englischen Friedhof auf der Mittelinsel
- Viale Antonio Gramsci
- Piazza Cesare Beccaria mit der zentralen Porta alla Croce und dem Sitz der Tageszeitung La Nazione.
- Hier teils sich die Allee in:
  - Viale Giovine Italia mit der Torre della Zecca
  - Viale Giovanni Amendola.

Hier endet der die Viali di Circonvallazione an der Ponte San Niccolò und geht am anderen Ufer in die ebenfalls von Poggi geplante Bergstraße Viale dei Colli über, an deren Höhepunkt sich die Piazzale Michelangelo befindet.